# Joseph Baitz von Beodra
Joseph Baitz von Beodra, avstrijski general, * 16. februar 1862, † ?.

## Pregled vojaške kariere
Napredovanja
- generalmajor: 31. oktober 1912 (z dnem 28. novembrom 1912)
- podmaršal: 1. september 1915 (z dnem 4. septembrom 1915)